# Балтача Сергій Сергійович
Сергі́й Сергі́йович Балтача́ (англ. Sergei Baltacha Jr., 28 липня 1979, Київ, УРСР) — шотландський футболіст українського походження, захисник. Найбільш відомий завдяки виступам у складі футбольного клубу «Сент-Міррен» та молодіжної збірної Шотландії. Син відомого радянського футболіста Сергія Балтачі.

## Життєпис
Народився в Києві у родині відомого футболіста місцевого «Динамо» Сергія Балтачі. До 8 років займався у футбольній школі киян, а після переїзду з родиною до Великої Британії тренувався у академіях англійського «Іпсвіч Таун» та шотландського «Сент-Джонстона».
Професійну кар'єру розпочав у 1999 році у складі «Сент-Міррена». Того ж року почав залучатися до ігор молодіжної збірної Шотландії, за яку протягом двох років провів 3 поєдинки. Мав пропозицію від одного з німецьких клубів, однак вирішив залишитися у Шотландії. Незважаючи на шотландське громадянство, Сергій Балтача-молодший завжди вважав себе українцем та навіть повісив український прапор над ліжком. Розраховував на виклик до національної чи молодіжної збірної України, однак так його і не отримав.
В 2002 році ходили чутки щодо зацікавленості у послугах Сергія з боку «Саутгемптона» та лондонського «Арсенала».
У січні 2003 року перейшов до складу англійського «Міллволла», однак заграти у новій команді так і не зміг, залишивши клуб по закінченні сезону. Після невдалих спроб підписати контракт з «Квін оф зе Саут» та «Сент-Джонстон», уклав угоду з клубом «Петерсгілл», однак не провів у формі нової команди жодного матчу через проблеми зі здоров'ям.
У 2005 році закінчив кар'єру через травму спини, яку отримав на тренуванні. Працював у Глазго фахівцем інвестиційної компанії. Згодом зайнявся комерційною діяльністю, мав власну мережу супермаркетів.

## Досягнення
- Переможець Першого дивізіону Шотландії (1): 1999/2000

## Родина
- Батько — Сергій Балтача (1958 р.н.), радянський футболіст, захисник київського «Динамо», збірної СРСР та низки інших клубів. Заслужений майстер спорту (1986), володар Кубка володарів Кубків УЄФА (1986), віце-чемпіон Європи (1988).
- Мати — Ольга Балтача, радянська спортсменка, що спеціалізувалася у змаганнях з п'ятиборства та семиборства.
- Сестра — Олена Балтача (1983—2014), шотландська тенісистка. Впродовж тривалого часу була першою за рейтингом тенісисткою у Великій Британії. Померла від раку печінки у віці 30 років.
- Одружений. Весілля відбулося у жовтні 2009 року, хоча зі своєю обраницею Сергій зустрічався до того протягом 10 років. На момент одруження дружина Балтачі працювала директором банку[5].